# The Dreaming (chanson)
Pour un article plus général, voir Discographie et vidéographie de Kate Bush.
Pour les articles homonymes, voir Dreaming.
Singles de Kate Bush
Sat in Your Lap
(1981) There Goes a Tenner
(1982)
Pistes de The Dreaming
Leave It Open Night of the Swallow
The Dreaming, paru le 26 juillet 1982, est le 4e single extrait de l'album studio du même nom de Kate Bush. La chanteuse n'avait pas sorti de single depuis Sat in Your Lap, treize mois plus tôt. The Dreaming a atteint la 48e place au UK Singles Chart.